# Скляний пляж (Форт-Бреґ, Каліфорнія)

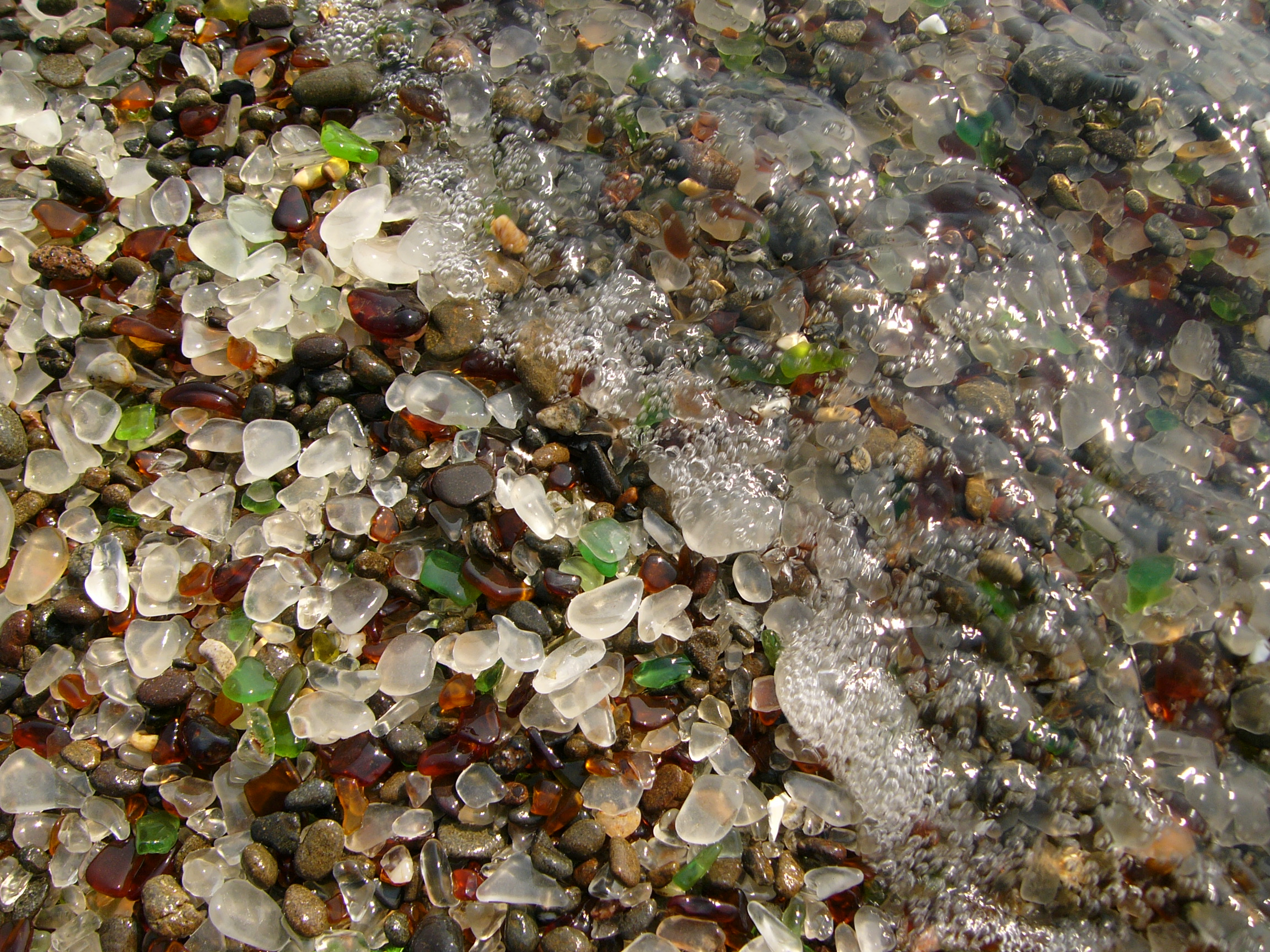
Скляний пляж

Скляний пляж (англ. Glass Beach) — пляж у національному парку «Маккерріхер» (англ. MacKerricher State Park) поблизу міста Форт-Бреґ у Каліфорнії, який дістав свою назву через те, що покритий безліччю скляних камінців. Пляж є однією з принад міста.
Місцеві жителі, вважаючи це місце звалищем, викидали на нього сміття — побутові відходи, стару побутову техніку, автомобілі, скло. 1967 року влада закрила пляж, і на ньому декілька разів проводили роботи з очищення. Неприбрані дрібні уламки скла полірувалися хвилями, і поступово весь берег виявився усипаним тисячами різнокольорових скелець.
Уже з 1980-х років скляний пляж став дуже популярним місцем серед туристів.
2002 року майже вся територія колишнього звалища стала частиною парку «Маккерріхер», розташованого у Форт-Бреґу. З цього часу прибиранням скляного пляжу зайнялися вже самі люди. Берег було очищено від більшої частини не переробленого природою сміття. Багато хто приїжджає сюди подивитися на диво природи, зробити кілька знімків і відпочити. На згадку про дивовижний пляж можна придбати різні сувеніри, зроблені місцевими умільцями з гладких шматочків скла.
Подібний пляж є у Владивостоку (Росія), на березі Японського моря.